# Eshaan Buadwal
Eshaan Buadwal (* Toronto, Ontario) ist ein kanadischer Schauspieler indischer Abstammung, der vor allem als Kinderdarsteller in Erscheinung tritt.

## Leben und Karriere
Eshaan Buadwal wurde in Toronto, der größten Stadt Kanadas, geboren und wuchs hier bzw. in der Umgebung um Toronto auf. So besucht er aktuell (Stand: 2017) unter anderem das Marc Garneau Collegiate Institute im Torontoer Vorortbezirk North York. Als Schauspieler gehört er seit Herbst 2014 der ACTRA Toronto, der Alliance of Canadian Cinema, Television and Radio Artists am Standort Toronto, an. Erstmals wesentlich in Erscheinung trat er in diesem Jahr in der kanadisch-US-amerikanischen Fernsehserie Odd Squad, in der er bis ins Jahr 2016 in insgesamt 13 Episoden den wiederkehrenden Charakter Agent Olaf spielte. Zudem spielte er diese Rolle auch im 2016 veröffentlichten Film Odd Squad: The Movie. Ebenfalls in diesem Jahr wurde er für einen Joey Award in der Kategorie „Best Young Ensemble in a TV Series“ zusammen mit Peyton Kennedy, Brendan Heard, Millie Davis, Sean Michael Kyer, Dalila Bela, Filip Geljo, Christian Distefano, Michela Luci, Anna Cathcart, Isaac Kragten, Madeleine Barbeau, Julia Lalonde, Alina Prijono, Joshua Kilimnik, T.J. McGibbon, Olivia Presti, Ava Preston, Jaiden Cannatelli und Elijah Sandiford für ihr Engagement in Odd Squad nominiert. Nachdem er 2016 auch noch in sechs Episoden von 2nd Generation als Sonny, mimte er im darauffolgenden Jahr 2017 in zwei Episoden der kanadischen Kinder- bzw. Jugendserie Walking on Sunshine den Charakter Raj.

## Filmografie
Filmauftritte (auch Kurzauftritte)
- 2016: Odd Squad: The Movie

Serienauftritte (auch Gast- und Kurzauftritte)
- 2014–2016: Odd Squad (13 Episoden)
- 2016: 2nd Generation (6 Episoden)
- 2017: Walking on Sunshine (2 Episoden)

## Nominierungen
- 2016: Joey Award in der Kategorie „Best Young Ensemble in a TV Series“ zusammen mit Peyton Kennedy, Brendan Heard, Millie Davis, Sean Michael Kyer, Dalila Bela, Filip Geljo, Christian Distefano, Michela Luci, Anna Cathcart, Isaac Kragten, Madeleine Barbeau, Julia Lalonde, Alina Prijono, Joshua Kilimnik, T.J. McGibbon, Olivia Presti, Ava Preston, Jaiden Cannatelli und Elijah Sandiford für ihr Engagement in Odd Squad